# Fairey III
Fairey III là một dòng máy bay trinh sát hai tầng cánh của Anh. Dòng máy bay này được sản xuất và sử dụng lâu dài.

## Biến thể
Fairey N.10
Fairey IIIA
Fairey IIIB
Fairey IIIC
Fairey IIID
Fairey IIIE
Fairey IIIF
Fairey IIIF I
Fairey IIIF II
Fairey IIIF III
Fairey IIIF IV
Fairey IIIF Mk V
Fairey IIIF Mk VI
Queen IIIF
Fairey IIIM
Fairey F.400

## Quốc gia sử dụng
Úc
- Không quân Hoàng gia Australia

 Argentina
- Không quân Hải quân Argentina

 Canada
- Không quân Hoàng gia Canada

 Chile
- Không quân Chile
- Chilean Navy

 Egypt
 Hy Lạp
- Không quân Ai Cập
- Hải quân Ai Cập

 Ireland
- Quân đoàn Không quân Ireland

 Hà Lan
- Cục Không quân Hải quân Hà Lan

 New Zealand
- Không quân Hoàng gia New Zealand

 Bồ Đào Nha
- Không quân Bồ Đào Nha
- Không quân Hải quân Bồ Đào Nha

 Liên Xô
- Không quân Liên Xô

 Thụy Điển
- Không quân Hoàng gia Thụy Điển

 Anh Quốc
- Không quân Hoàng gia
- Không quân Hải quân Hoàng gia

## Tính năng kỹ chiến thuật (Fairey IIIF IV)
Dữ liệu lấy từ Fairey Aircraft since 1915 
Đặc điểm tổng quát
- Kíp lái: 2/3
- Chiều dài: 36 ft 9 in (11,20 m)
- Sải cánh: 45 ft 9 in (13,95 m)
- Chiều cao: 14 ft 2 in (4,32 m)
- Diện tích cánh: 439 ft² (41 m²)
- Trọng lượng rỗng: 3.855 lb (1.752 kg)
- Trọng lượng có tải: 6.041 lb (2.746 kg)
- Động cơ: 1 × Napier Lion XI, 570 hp (423 kW)

 Hiệu suất bay 
- Vận tốc cực đại: 120 mph (104 kn, 192 km/h) trên độ cao 10.000 ft (3.050 m)
- Tầm bay: 1.520 mi[2] (1.313 hải lý, 2.432 km)
- Trần bay: 20.000 ft (6.098 m)
- Vận tốc lên cao: 833 ft/phút (254 m/phút)
- Tải trên cánh: 13,8 lb/ft² (67,2 kg/m²)
- Công suất/trọng lượng: 0,094 hp/lb (0,15 kW/kg)

Trang bị vũ khí

- Súng:
- 1 × Súng máy Vickers.303 in (7,7 mm)
- 1 × Súng máy Lewis.303 in (7,7 mm)
- Bom: 500 lb (227 kg) bom